# Чехословакия на летних Олимпийских играх 1992
Чехословакия принимала участие в Летних Олимпийских играх 1992 года в Барселоне (Испания) в шестнадцатый раз за свою историю, и завоевала четыре золотые, две серебряные и одну бронзовую медали. Это была последняя Олимпиада с участием чехословацкой сборной.

## Медалисты
| Медаль  | Спортсмен                 | Вид спорта           | Дисциплина                |
| ------- | ------------------------- | -------------------- | ------------------------- |
| Золото  | Ян Железный               | Лёгкая атлетика      | Мужчины, метание копья    |
| Золото  | Роберт Змелик             | Лёгкая атлетика      | Мужчины, десятиборье      |
| Золото  | Лукаш Поллерт             | Гребной слалом       | Мужчины, каноэ-одиночка   |
| Золото  | Петр Грдличка             | Стендовая стрельба   | Мужчины, траншейный стенд |
| Серебро | Вацлав Халупа             | Академическая гребля | Мужчины, одиночка         |
| Серебро | Мирослав Шимек Иржи Роган | Гребной слалом       | Мужчины, каноэ-двойка     |
| Бронза  | Любош Рачанский           | Пулевая стрельба     | Мужчины, «бегущий кабан»  |

## Состав сборной
Академическая гребля
1. Петр Батек
2. Ян Бенеш
3. Петр Блеха
4. Душан Бусинский
5. Олдржих Гейдушек
6. Ондржей Голечек
7. Михал Далецкий
8. Иво Жерава
9. Ян Кабргел
10. Радек Завадил
11. Рихард Крейчий
12. Душан Махачек
13. Павел Меншик
14. Иржи Птак
15. Мартин Свобода
16. Павел Сокол
17. Вацлав Халупа
18. Иржи Шефчик
19. Рената Беранкова
20. Михаэла Бурешова
21. Михаэла Ваврова
22. Гана Дариусова
23. Гана Жакова
24. Ленка Завадилова
25. Гана Кафкова
26. Ленка Ковачова
27. Любица Новотникова
28. Ирена Соукупова
29. Сабина Теленская
30. Мартина Шефчикова
31. Элишка Яндова

 Бадминтон
1. Томаш Мендрек
2. Эва Лацинова

 Баскетбол
1. Эва Анталецова
2. Эва Беркова
3. Ивета Биэликова
4. Эрика Бурианова
5. Камила Водичкова
6. Рената Гиракова
7. Мартина Луптакова
8. Эва Немцова
9. Милена Разгова
10. Адриана Хамаёва
11. Андреа Хупикова
12. Анна Яноштинова

 Бокс
1. Станислав Вагаский
2. Петер Гривняк
3. Войтех Рюкшлосс
4. Михал Франек

 Борьба
Вольная борьба
1. Йозеф Логиня
2. Йозеф Палатинус
3. Милан Ревицкий
4. Юрай Штех

Греко-римская борьба
1. Йиндржих Ваврла
2. Ярослав Земан
3. Павел Фринта

Велоспорт
 Шоссейный велоспорт
1. Ярослав Билек
2. Милослав Кейваль
3. Мирослав Липтак
4. Павел Падрнос
5. Франтишек Ткраль

 Трековый велоспорт
1. Михал Балдриан
2. Сватоплук Бухта
3. Ярослав Ержабек
4. Ян Паначек
5. Любор Тесарж
6. Павел Тесарж
7. Рудольф Юржицкий

 Водное поло
1. Эдуард Балух
2. Роман Бачик
3. Видор Борсиг
4. Томаш Бундшух
5. Петер Веселиц
6. Ладислав Выдуманьский
7. Петер Горняк
8. Павол Динджик
9. Юлиус Инждинский
10. Штефан Кмето
11. Роман Полачик
12. Мирослав Янчих

 Гандбол
1. Петр Баумрук
2. Роман Бечварж
3. Золтан Бергенди
4. Зденак Ванек
5. Петр Газль
6. Любош Гудак
7. Петер Какашчик
8. Петер Калафут
9. Вацлав Ланча
10. Петер Месярик
11. Богумир Прокоп
12. Ян Седлачек
13. Михал Тонар
14. Милан Фольта
15. Любомир Швайлен
16. Мартин Шетлик

Гребля на байдарках и каноэ
 Гребля на гладкой воде
1. Ян Бартунек
2. Петр Грушка
3. Юрай Каднар
4. Славомир Князовицкий
5. Рене Кучера
6. Аттила Сабо
7. Йожеф Турза
8. Вальдемар Фибигр
9. Роберт Эрбан
10. Ивана Вокуркова
11. Владимира Гавелкова
12. Павлина Йобанкова
13. Йитка Яначкова

 Гребной слалом
1. Любош Гильгерт
2. Юрай Онтко
3. Томаш Петржичек
4. Ян Петржичек
5. Лукаш Поллерт
6. Павел Пржиндиш
7. Якуб Прюгер
8. Иржи Роган
9. Мирослав Шимек
10. Павел Штерцль
11. Петр Штерцль
12. Штепанка Гильгертова
13. Зденка Гроссманнова
14. Марцела Садилова

 Дзюдо
1. Йозеф Венсек
2. Павел Петржиков
3. Иржи Сосна
4. Петр Шедивак
5. Мирослава Яношикова

 Конный спорт
1. Иржи Пехачек

 Лёгкая атлетика
1. Павол Блажек
2. Имрих Бугар
3. Милан Гомбала
4. Карел Давид
5. Ян Железны
6. Ян Захончик
7. Роберт Змелик
8. Игор Ковач
9. Игор Коллар
10. Йозеф Куцей
11. Милан Микулаш
12. Роман Мразек
13. Павел Седлачек
14. Павол Шикора
15. Шарка Кашпаркова
16. Шарка Новакова
17. Алена Петеркова
18. Владимира Рачкова

 Настольный теннис
1. Роланд Вими
2. Петр Корбел
3. Томаш Янчи
4. Мари Грачова
5. Ярослава Михочкова

 Парусный спорт
1. Патрик Грдина
2. Радмила Добнерова
3. Рената Србова

 Плавание
1. Радек Байнхауэр
2. Растислав Бизуб
3. Марсель Блажо
4. Ленка Маньгалова
5. Мартина Моравцова
6. Гана Черна
7. Ольга Шплыхалова
8. Хелена Штракова

 Прыжки в воду
1. Гейдемари Бартова

 Синхронное плавание
1. Люция Сврчинова

 Современное пятиборье
1. Петр Блажек
2. Иржи Прокопиус
3. Томаш Фляйсснер

 Спортивная гимнастика
 Стрельба
 Стрельба из лука
 Теннис
 Тяжёлая атлетика
 Фехтование
 Художественная гимнастика

## Результаты соревнований

### Академическая гребля
В следующий раунд из каждого заезда проходили несколько лучших экипажей (в зависимости от дисциплины). В финал A выходили 6 сильнейших экипажей, остальные разыгрывали места в утешительных финалах B-D.
Мужчины
| Соревнование | Спортсмены    | Предварительный заезд | Предварительный заезд | Предварительный заезд | Отборочный заезд | Отборочный заезд | Отборочный заезд | Полуфинал     | Полуфинал     | Полуфинал     | Финал   | Финал   | Итоговое место |
| Соревнование | Спортсмены    | Заезд                 | Время                 | Место                 | Заезд            | Время            | Место            | Заезд         | Время         | Место         | Время   | Место   | Итоговое место |
| ------------ | ------------- | --------------------- | --------------------- | --------------------- | ---------------- | ---------------- | ---------------- | ------------- | ------------- | ------------- | ------- | ------- | -------------- |
| одиночки     | Вацлав Халупа | 1                     | 7:06,01               | 1 Q                   | не участвовал    | не участвовал    | не участвовал    | Полуфинал A/B | Полуфинал A/B | Полуфинал A/B | Финал A | Финал A | 2              |
| одиночки     | Вацлав Халупа | 1                     | 7:06,01               | 1 Q                   | не участвовал    | не участвовал    | не участвовал    | 1             | 6:56,12       | 2 QA          | 6:52,93 | 2       | 2              |

### Бадминтон
Мужчины
| Соревнование     | Спортсмены    | 1/32 финала                       | 1/16 финала                       | 1/8 финала    | 1/4 финала    | 1/2 финала    | Финал         |
| Соревнование     | Спортсмены    | Соперник Счёт                     | Соперник Счёт                     | Соперник Счёт | Соперник Счёт | Соперник Счёт | Соперник Счёт |
| ---------------- | ------------- | --------------------------------- | --------------------------------- | ------------- | ------------- | ------------- | ------------- |
| Одиночный разряд | Томаш Мендрек | Стефан Рено (FRA) поб. 15:2, 15:2 | Фу Кок Кэон (MAS) поб. 2:15, 3:15 | Не прошёл     | Не прошёл     | Не прошёл     | Не прошёл     |

Женщины
| Соревнование     | Спортсмены   | 1/32 финала                      | 1/16 финала   | 1/8 финала    | 1/4 финала    | 1/2 финала    | Финал         |
| Соревнование     | Спортсмены   | Соперник Счёт                    | Соперник Счёт | Соперник Счёт | Соперник Счёт | Соперник Счёт | Соперник Счёт |
| ---------------- | ------------ | -------------------------------- | ------------- | ------------- | ------------- | ------------- | ------------- |
| Одиночный разряд | Эва Лацинова | Дорис Пише (CAN) пор. 0:11, 2:11 | Не прошёл     | Не прошёл     | Не прошёл     | Не прошёл     | Не прошёл     |

### Тяжёлая атлетика
Мужчины
| Категория    | Спортсмен      | Масса  | Рывок | Рывок | Рывок | Толчок | Толчок | Толчок | Всего | Место |
| Категория    | Спортсмен      | Масса  | 1     | 2     | 3     | 1      | 2      | 3      | Всего | Место |
| ------------ | -------------- | ------ | ----- | ----- | ----- | ------ | ------ | ------ | ----- | ----- |
| До 82,5 кг   | Рене Дурбак    | 81,95  | 140,0 | 145,0 | 147,5 | 177,5  | 182,5  | 182,5  | 330,0 | 19    |
| До 100 кг    | Петр Кроль     | 98,35  | 157,5 | 162,5 | 167,5 | 192,5  | 200,0  | 200,0  | 362,5 | 12    |
| До 100 кг    | Ярослав Йокель | 97,80  | 152,5 | 157,5 | 162,5 | 185,0  | 192,5  | 200,0  | 355,0 | 14    |
| До 110 кг    | Милош Черник   | 107,85 | 155,0 | 155,0 | 160,0 | 192,5  | 200,0  | 200,0  | 352,5 | 16    |
| Свыше 110 кг | Иржи Зубрицкий | 156,50 | 172,5 | 170,0 | 177,5 | 222,5  | 227,5  | 232,5  | 392,5 | 6     |